# Оріхівський краєзнавчий музей
Оріхівський краєзнавчий музей (Комунальний заклад «Оріхівський районний краєзнавчий музей» Оріхівської районної ради Запорізької області) було відкрито 19 вересня 1995 року до 52-ї  річниці визволення міста від нацистських загарбників.
Музей розташований у будівлі колишньої міської управи, зведеній у 1893 році, за адресою: м. Оріхів, вул. Покровська, 38.

## Експозиція
З часу заснування у музеї працювали експозиційні зали: «Археологія», «Оріхівщина на зламі XIX – поч. ХХ століть», «Подвиг Оріхівщини в подіях АТО». 
Багато експонатів присвячених добі козацтва, широко висвітлена історія міста під час подій Другої світової війни.
Всього в експозиції музею налічувалось більш ніж 6 000 експонатів.
Після початку повномасштабного вторгнення російської армії та обстрілів міста, частина експозицій була демонтована, а у березні 2023 року працівниками музею, за допомогою волонтерів, здійснена часткова евакуація музейних фондів. 